# Sarina, het medium
Sarina, het medium is een televisieprogramma op de Nederlandse zender Talpa, gepresenteerd door Caroline Tensen.
In dit programma worden vragen van mensen beantwoord die in hun hoofd blijft spoken, vaak zijn het vragen die gaan over dierbare die zijn overleden.